# هاینر مولر
هاینر مولر (به آلمانی: Heiner Müller) (زاده ۹ ژانویه ۱۹۲۹ - درگذشته ۳۰ دسامبر ۱۹۹۵) نمایشنامه‌نویس، شاعر، نویسنده و کارگردان تئاتر آلمانی است که به او لقب بزرگترین «شاعر زنده تئاتر» پس از مرگ ساموئل بکت داده شده‌است. او بی گمان پس از برتولت برشت بزرگترین نمایشنامه‌نویس آلمان در قرن بیستم به‌شمار می‌رود.

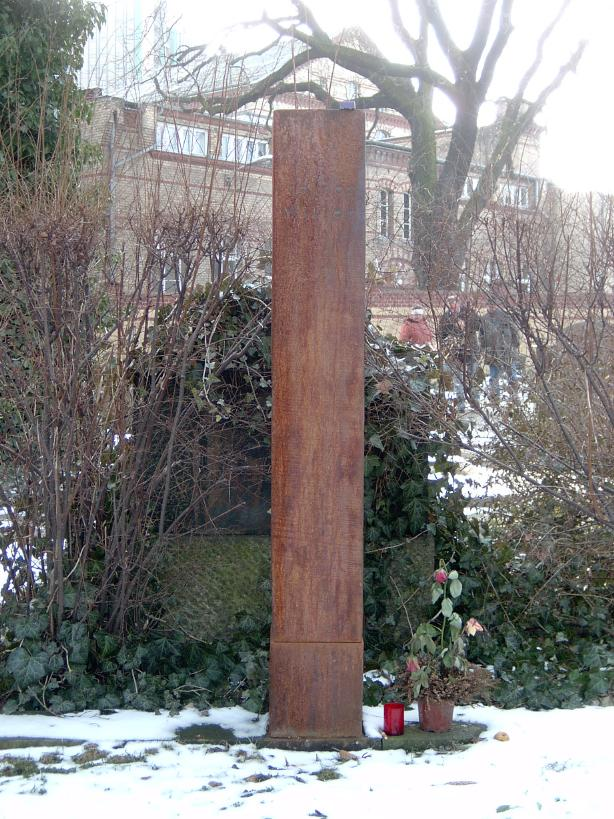
قبر هاینر مولر در برلین

هاینر مولر ۹ ژانویه سال ۱۹۲۹ در اپندورف در ساکس به دنیا آمد. او نمایشنامه نویس، کارگردان تئاتر و شاعر آلمانی (آلمان شرقی) بود که در ۳۰ دسامبر ۱۹۹۵ در سن ۶۶ سالگی به علت سرطان حلق درگذشت.
دربارهٔ «هاملت ماشین» (۱۹۷۷) گفته شده‌است که این نمایشنامه از پایان فرهنگ اروپایی حرف می‌زند. تئاتر هاینر مولر شامل بازنویسی اساطیر باستانی ست. او کارهای خودش را به عنوان «گفتگو با مردگان» معرفی می‌کند. سوفکل، اوریپید، شکسپیر و لکلو. البته نوشته‌های خودش را هم باید به این مردگان اضافه کرد زیرا او کارهای قدیمی و به عبارت دیگر سبد کاغذهای مچاله شدهٔ خودش را نیز بازنویسی می‌کرده‌است. از او پرسیده بودند که به نظر شما تئاتر واقعاً پست-مدرن کدام است، و هاینر مولر با طعنهٔ طنز آمیزی پاسخ گفته بود: «تنها پست-مدرنیستی که می‌شناسم اوگوست استرام است زیرا او مدرنیستی ست که در ادارهٔ پست کار می‌کند.» ناصر حسینی مهر از مترجمان آثار مولر درباره او می‌گوید مولر در بیشتر آثارش مانند همین نمایشنامه حاضر یا نمایشنامه‌های دیگرش مانند «هراکلس»،«ادیپوس» یا «الکترا» و نظایر آن با استفاده از اساطیر یونان به انعکاس جامعه و زمانه خود می‌پردازد. او از صرف انتقال آن اسطوره باستان اجتناب می‌کند و در واقع آن را بهانه‌ای قرار می‌دهد تا از جامعه و روزگار خود سخن بگوید. وی در نمایشنامه «مده‌آ-ماتریال» سراغ مادری رفته با دو فرزند که نه علیه یک مرد، بلکه علیه بی‌عدالتی‌ها و از بین رفتن ارزش‌های انسانی عصیان می‌کند.» یک منتقد تئاتر  می‌نویسد: «هاینر مولر، نویسنده نمایشنامه «هملت ماشین» درنمایشنامه‌هایش نه تنها بر زمانه خود می‌آشوبد که سنت‌های معمول تئاتری را نیز زیر پا می‌گذارد. او خود را از دام هر نوع بندی می‌رهاند تا بتواند با آزادی بیشتر فضایی را برای کارش تدارک ببیند که شامل تاریخ مصرف نشود.»  تعریفی که علی‌اکبر معصوم بیگی و نسترن موسوی در پیشگفتار کتاب «مارکسیسم دگراندیش» از این مفهوم ارائه کرده‌اند چنین است: «گرایشی که به هسته‌ی اصلی مارکسیسم وفادار است ولی از هرگونه تصلب نظری، عادت فکری و یا چارچوب تخطی‌ناپذیر گریزان.» بر اساس این تعریف، هاینر مولر از جمله افرادی است که  در این تعریف جای می‌گیرد؛ او در آلمان‌ شرقی به‌خاطر تخطی از اصول حزبی از حزب سوسیالیست آلمان اخراج شد و در آلمان‌ غربی به‌ دلیل چپ‌گرا بودنش تحت تعقیب قرار گرفت. او به طور قطع پس از برتولت برشت، مهم‌ترین چهره‌ی تئاتر آلمان محسوب می‌شود که در دراماتورژی نیز فعالیت‌های تاثیرگذاری کرده است. در این زمینه می‌توان به نمایشنامه «هملت ماشین» اشاره کرد که اقتباسی معاصر و اعتراضی از «هملت» نوشته ویلیام شکسپیر است. مولر درطول دوران حیات حرفه‌ای خود همواره یكی از منتقدان دیكتاتوری و نظام‌های توتالیتر باقی‌ ماند كه موجب شد اكثر كتاب‌های او تا سال‌های پس از فروپاشی دیوار برلین اجازه انتشار پیدا نكنند. برخی از منتقدان اعتقاد دارند که معروف‌ترین اثر او «هملت ماشین» است زیرا در این نمایش‌نامه حمله شدیدی به جهان كالایی و مصرفی و سرمایه‌داری معاصر می‌شود که به سراسر جهان ارتباط پیدا می‌کند نه فقط به زندگی روزمره مردم  آلمان.

## آثار

### ترجمه به فارسی
برخی از آثار هاینر مولر به زبان فارسی ترجمه و منتشر شده‌اند.
- م‍ول‍ر، ه‍ای‍ن‍ر، سه‌گانه: هراکلس ۵، مائوزر، هملت ماشین، ترجمۀ ناصر حسینی‌ مهر، تهران: روزبهان‏‫، ۱۳۹۴.‬‬
- م‍ول‍ر، ه‍ای‍ن‍ر، ه‍راک‍ل‍س‌ پ‍ن‍ج‍م، ت‍رج‍مۀ‌ ن‍اص‍ر ح‍س‍ی‍ن‍ی‌ م‍ه‍ر، ت‍ه‍ران: ت‍ج‍رب‍ه‏‫‏‏، ۱۳۸۴.
- م‍ول‍ر، ه‍ای‍ن‍ر، هملت‌ ماشین: همراه با تحلیل و متن آلمانی، ترجمه و بررسی ناصر حسینی‌ مهر، تهران: افراز‏‫، ۱۳۸۸.‬
- م‍ول‍ر، ه‍ای‍ن‍ر، ‏‫فیلوکتت، ترجمۀ پرستو پنجه‌شاهی و سام رجبی، مشهد: ابزار اندیشه‏‫، ۱۳۹۶.‬
- م‍ول‍ر، ه‍ای‍ن‍ر، مأموریت و دو نمایشنامۀ دیگر، ترجمۀ ایرج زهری، تهران: افراز‏‫، ۱۳۸۹.‬
- م‍ول‍ر، ه‍ای‍ن‍ر، م‍ام‍وری‍ت‌: ی‍ادی‌ از ی‍ک‌ ان‍ق‍لاب‌، ت‍رج‍م‍ۀ‌ ای‍رج‌ زه‍ری‌، ت‍ه‍ران‌: ت‍م‍ش‍ک‌، ۱۳۸۲.
- م‍ول‍ر، ه‍ای‍ن‍ر، نقد «زخم ویتسک»، در وی‍ت‍س‍ک‌، نمایشنامه‌ای از گئورگ بوشنر، ب‍رگ‍ردان‌ ن‍اص‍ر ح‍س‍ی‍ن‍ی‌ م‍ه‍ر، ت‍ه‍ران‌: ق‍ق‍ن‍وس‌، ۱۳۹۲.‬
- م‍ول‍ر، ه‍ای‍ن‍ر، «مده‌آ-ماتریال»، ب‍رگ‍ردان‌ ن‍اص‍ر ح‍س‍ی‍ن‍ی‌ م‍ه‍ر، تهران: ماهریس‏‫، ۱۳۹۹.‬

### دربارۀ هاینر مولر به فارسی
- نبیلی طهرانی، آیدین، ‏‫بینامتنیت در آثار هاینر مولر‮‬‏‫، ‏‫تهران‮‬‏‫: حامی اندیشه‮‬‏‫، ۱۳۹۷.‮‬